# Pomaderris virgata
Pomaderris virgata är en brakvedsväxtart som beskrevs av Neville Grant Walsh. Pomaderris virgata ingår i släktet Pomaderris och familjen brakvedsväxter. Inga underarter finns listade i Catalogue of Life.